# فيت كونغ
الجبهة الوطنية لتحرير جنوب فيتنام المعروفة باسم فيت كونغ (Việt cộng) حركة مقاومة مسلحة فيتنامية نشطت بين 1954—1976. بدأت قوات الفيت كونج في الجنوب في التمرد على حكومة ديم. وقد عُرف هؤلاء بالفيت كونغ. وفي عام 1959م أعلنت فيتنام الشمالية تأييدها لهذه الفئة وأمرتها بشن كفاح شامل ضد حكومتها. كانت أول مجموعة متمردة ناضلت ضد الاستعمار الفرنسي وضد جمهورية جنوب فيتنام. هذه الجبهة كانت معارضة لجميع العناصر المكونة للحكومة بصرف النظر عما إذا كانوا شيوعيين أم لا.

## تاريخ
أصبحت فيتنام - التي انقسمت إلى جنوب وشمال جراء اتفاقات جنيف لعام 1954 - هي المسرح الرئيسي للعمليات العسكرية خلال الحرب الهندوصينية. كان من المفترض أن يُعاد توحيدها بعد انتخابات حرة في عام 1956، ولكن نظام نجو دين ديم الموالي لأميركا أتلف الاتفاقات وأعلن من جانب واحد تكوين جمهورية فيتنام ذات السيادة.
ودشن إصلاحات زراعية ألغت الحكم الريفي الذاتي وشن حملة صارمة على المعارضة الشيوعية. وكنتيجة لذلك، بدأت حرب عصابات طاحنة في عام 1957.
وفي عام 1959، قررت حكومة فيتنام الشمالية بقيادة هو تشي منه دعم رجال حرب العصابات بإمدادهم بالأسلحة وإرسال مستشارين عسكريين إلى الجنوب. ومبدئيا، تم تنفيذ الإمدادات من خلال منطقة محايدة منزوعة السلاح على طول الخط السابع عشر، والذي قسم الفيتناميتينِ. ولكن قبل وقت طويل، بدأوا تجاوز هذه المنطقة باتباع ممر هو تشي منه - وهي شبكة ممرات تسير موازية للحدود مع فيتنام على أرض لاوس وكمبوديا.

### توحد الجماعات المسلحة
توحدت الجماعات المسلحة في جنوب فيتنام في «الجبهة الوطنية لتحرير جنوب فيتنام» والتي أصبحت معروفة فيما بعد باسم «فيت كونج».
وعمليا وفي نفس الوقت، انتشرت الحرب إلى لاوس، حيث كانت تقاتل القوات الحكومية ضد حركة «باثيت لاو» الشيوعية الموالية للشيوعيين (جبهة لاوس الوطنية).
وأجبرت الحرب المتصاعدة الولايات المتحدة على مساعدة ديم. وفي عام 1961، أرسلت واشنطن أول فرقتي طائرات مروحية إلى جنوب فيتنام لزيادة حركة القوات الخاصة الفيتنامية الجنوبية. وبدأ المستشارون العسكريون الأميركيون في الوصول إلى فيتنام بأعداد كبيرة.
وضمنت حكومة فيتنام الجنوبية غير المستقرة والفاسدة وغير الشعبية نجاحات عسكرية مُعتبرة لجبهة «فيت كونج» وللفتناميين الشماليين. وإنما كان التدخل الأميركي المباشر هو وحده الذي كان يمكن أن يمنع «فيت كونج» من إحراز نصر حتمي.
وجاء مبرر التدخل في الثاني من أغسطس عام 1964. وفي الرواية الأميركية الرسمية، هاجمت القوارب الفيتنامية الشمالية مدمرةً أميركية، كانت تقوم بمراقبة راديوية-إليكترونية في خليج تونكين. وهذه الحادثة تكررت في ليلة الرابع من أغسطس. وفي اليوم التالي وجهت طائرات منطلقة من على حاملة طائرات أميركية أول ضربتين لأهداف فيتنامية شمالية. وفي نفس اليوم، أي في الخامس من أغسطس، تبنى الكونغرس الأميركي قرارا سُمى بقرار تونكين، والذي سمح للرئيس باستخدام القوة المسلحة في جنوب شرقي آسيا.
ولم يهرع الرئيس ليندون جونسون للتدخل - فتصعيد الحرب كان يمكن أن يلحق ضررا بصورته في انتخابات عام 1964. وكان خصمه باري جولدووتر صقرا. وفي الوقت نفسه، استمرت جبهة فيت كونج في هجومها وأستولت على مزيد ومزيد من الأرض. وفي هذا الوقت، كانت فيتنام الشمالية تدعم بالفعل رجال حرب العصابات بجنود نظاميين.